# Timogenes
Genre
Synonymes
- Latigenes Maury, 1975
- Transbothriurus Lowe & Fet, 2000

Timogenes est un genre de scorpions de la famille des Bothriuridae.

## Distribution
Les espèces de ce genre se rencontrent dans le Sud de l'Amérique du Sud.

## Liste des espèces
Selon The Scorpion Files (25/02/2025) :
- Timogenes dorbignyi (Guérin Méneville, 1843)
- Timogenes elegans (Mello-Leitão, 1931)
- Timogenes haplochirus Maury & Roig Alsina, 1977
- Timogenes mapuche Maury, 1975
- Timogenes pipanaco Barrios-Montivero & Ojanguren-Affilastro, 2024
- Timogenes sumatranus Simon, 1880

## Systématique et taxinomie
Ce genre a été décrit par Simon en 1880.
Latigenes a été placé en synonymie par Maury en 1982.
Transbothriurus a été placé en synonymie par Lowe et Fet en 2000.

## Publication originale
- Simon, 1880 : « Études arachnologiques 12e Mémoire (1). XVIII. Descriptions de genres et espèces de l’ordre des Scorpiones. » Annales de la Société entomologique de France, sér. 5, vol. 10, p. 377-398 (texte original).